# Naturtheater Renningen

Logo des Naturtheaters Renningen

Das Naturtheater Renningen ist ein eingetragener gemeinnütziger Verein zur Förderung der Kunst und Kultur. Die Freilichtbühne befindet sich in einem alten Steinbruch am Ortsrand von Renningen im Landkreis Böblingen.

## Geschichte

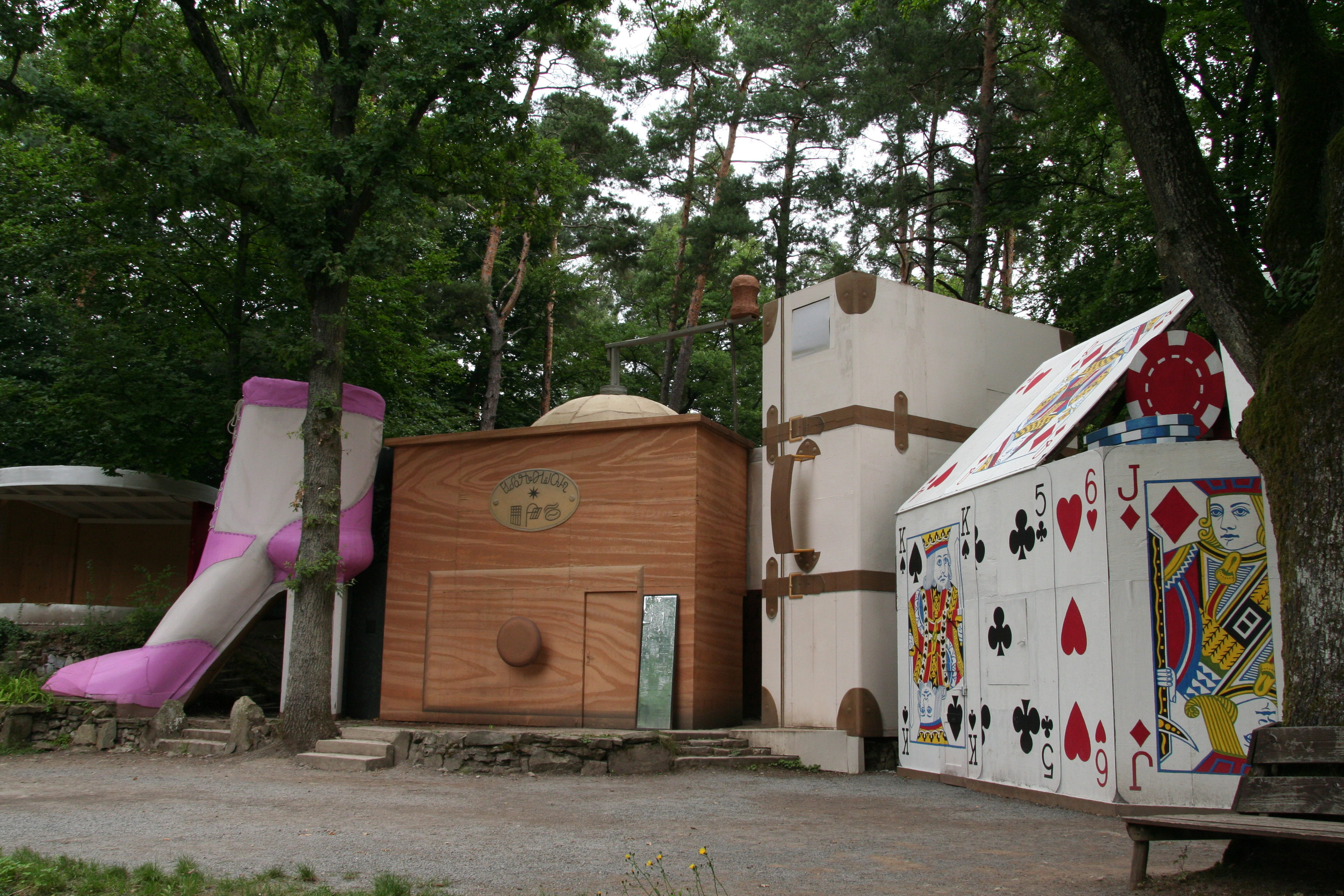
Kulisse in der Spielzeit 2011

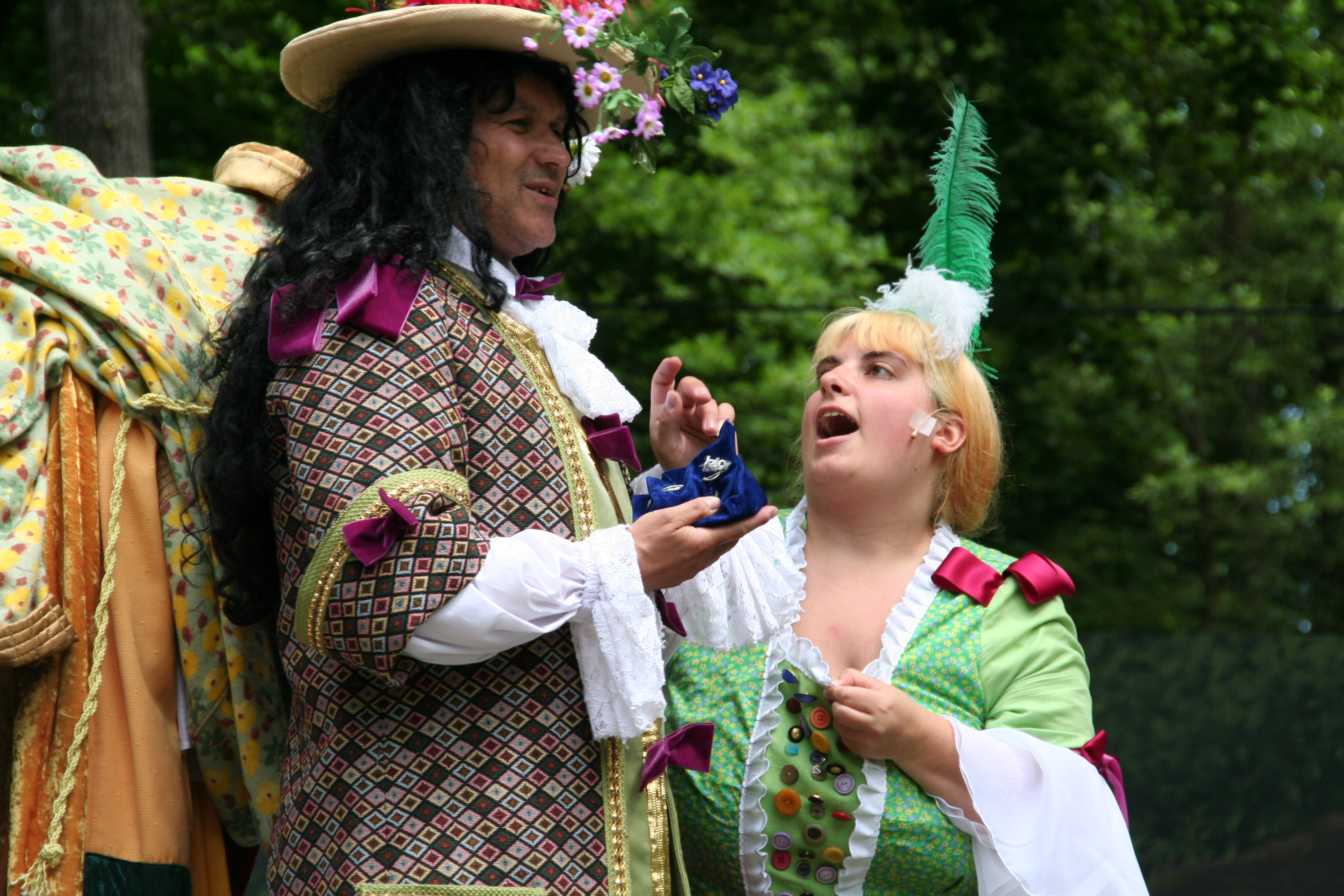
Spielzeit 2012: Der Bürger als Edelmann

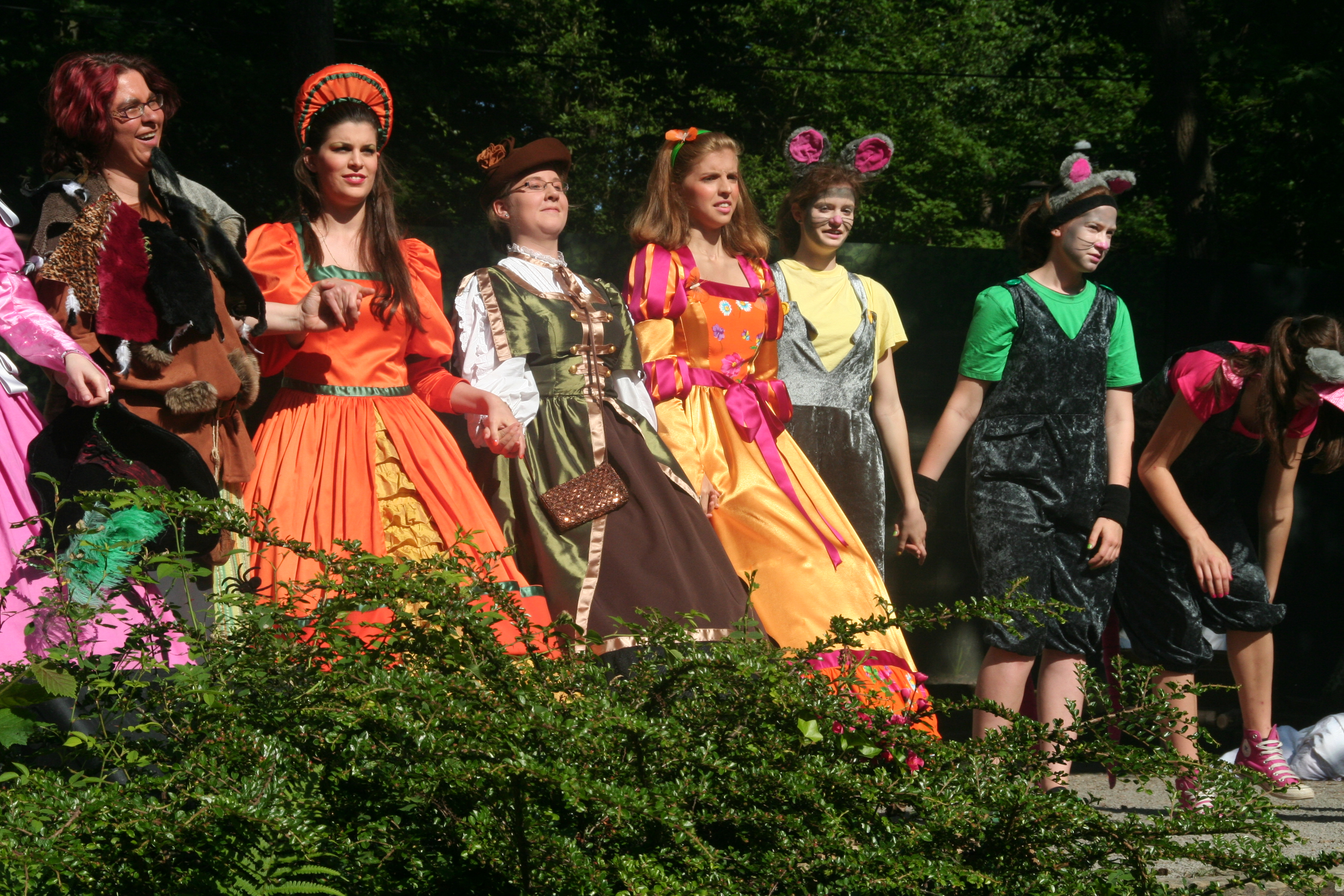
Spielzeit 2012: Rumpelstilzchen

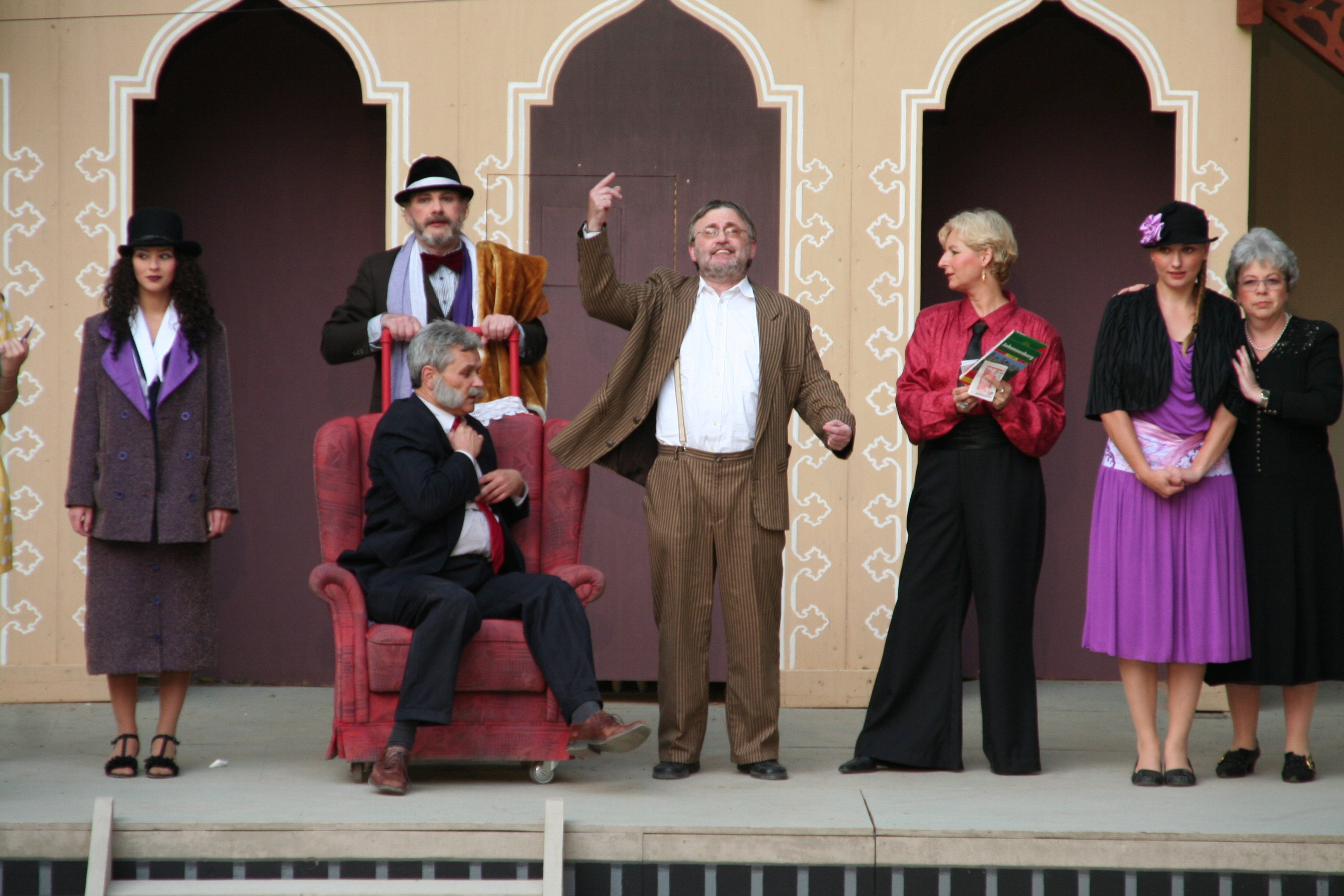
Spielzeit 2013: Pension Schöller

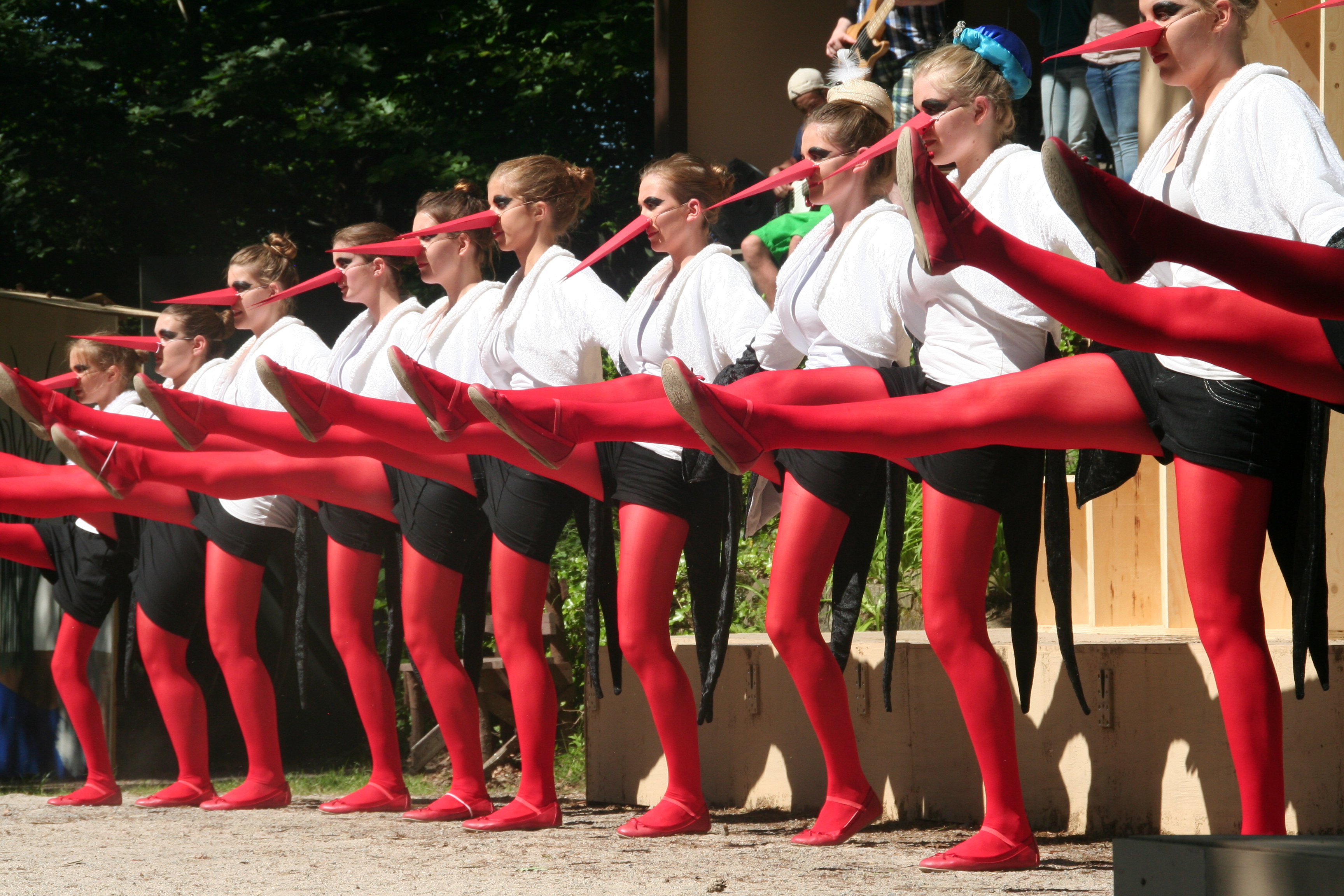
Spielzeit 2013: Kalif Storch

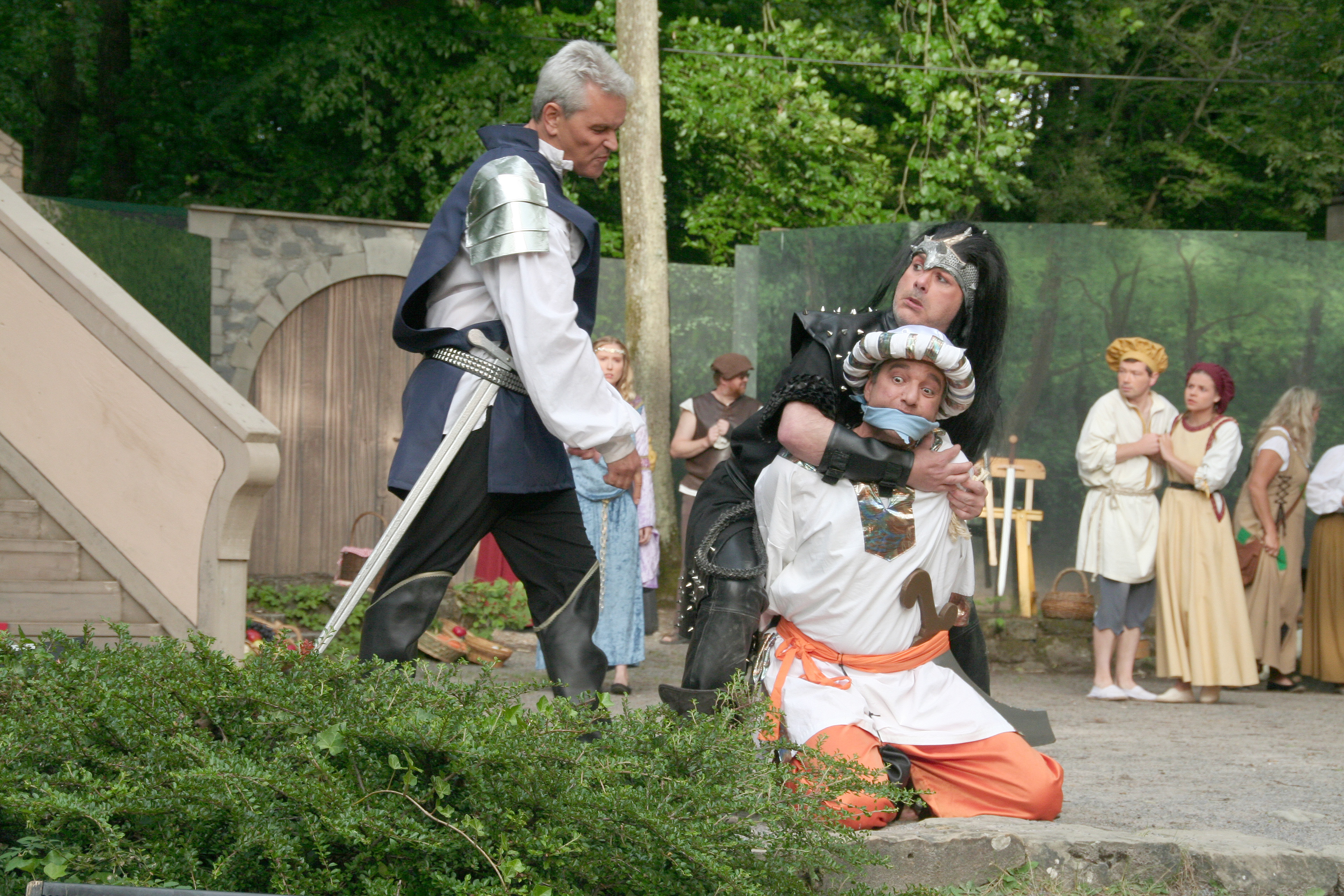
Spielzeit 2017: Robin Hood

Das Naturtheater Renningen entwickelte sich aus dem ehemaligen Verein der „Wander- und Musikfreunde Edelweiß Renningen e. V.“ (im Volksmund „Mandolinenclub“ genannt). In dem 1925 gegründeten Verein bestand seit 1948 eine Theatergruppe, die ein- bis zweimal pro Jahr Saalaufführungen einstudierte.
Am 25. Januar 1954 fasste der Vorstand den Beschluss, auf dem privaten Gelände einiger Vorstandsmitglieder im ehemaligen Steinbruch am Längenbühl eine Freilichtbühne einzurichten. Auf dem Gelände wurde früher Schilfsandstein abgebaut und in den umliegenden Städten und Gemeinden zum Hausbau verwendet. Der heutige Zuschauerraum liegt auf der damaligen Abraumhalde des Steinbruchs.
Der „Betrieb Naturtheater“ nahm die Vereinsmitglieder so sehr in Anspruch, dass für Mandolinenspiel und Wandern keine Zeit mehr übrig blieb. Deshalb gab sich der Verein eine neue Satzung und einen neuen Namen. Am 28. Juni 1954 hatte dann das Naturtheater Renningen seine erste Premiere mit dem Stück „Die Orgelmacher“. Dabei wirkten insgesamt 40 Schauspieler mit.

## Anlage
Das Naturtheater Renningen liegt in der Nähe der Bundesstraße 295 Leonberg – Renningen – Weil der Stadt. Die Ausfahrt ist an der B295 ausgeschildert. Vom Parkplatz aus gelangt man das letzte Stück zu Fuß bis zur Waldlichtung – sie bietet die einzigartige Naturkulisse für die Aufführungen.
Der Verein hat noch eine „echte“ Naturbühne, weder die 35 m breite und 15 m tiefe Bühne noch der Zuschauerraum haben eine Überdachung. Der Zuschauerraum umfasst 748 nummerierte Sitzplätze; mit Hilfe von Notbänken können bei einer Vorstellung bis zu 900 Zuschauer Platz finden.
1989 wurde das Vereinsheim rechts der Bühne gebaut, 2004 folgte das Lager-/ Technikhaus. Die Mitglieder des Technikteams haben von hier seit der Saison 2006 den notwendigen Überblick, um Beleuchtung, Musikeinlagen und pyrotechnische Effekte zu steuern. Das Lager-/Technikhaus wurde von zwei Künstlern aufwändig bemalt und ist zum Markenzeichen für das Naturtheater Renningen geworden.

## Der Verein
Das Naturtheater zählt ca. 170 Mitglieder. Alle Rollen werden von Amateurschauspielern gespielt; professionelle Regisseure sorgen für eine ausgefeilte perfekte Inszenierung. Choreografie, Musik, Kostümentwurf, Bühnenbau und Bühnenbild werden ebenfalls von Profis erledigt. Die zahlreichen Aufgaben „hinter den Kulissen“ werden von Vereinsmitgliedern und weiteren Helfern übernommen.

## Die Inszenierungen
Das Programm richtet sich sowohl an Kinder als auch an Erwachsene. Jährlich werden zwei Stücke inszeniert, die dann in den Sommermonaten von Ende Juni bis Ende August aufgeführt werden. Pro Jahr besuchen etwa 10.000 Theaterfreunde die Vorstellungen; pro Spielsaison finden 24–26 Aufführungen statt.
Für Erwachsene werden bekannte oder von den Regisseuren geschriebene und der Bühne angepasste Stücke und Schauspiele aufgeführt; die niveauvollen Inszenierungen beinhalten stets eine Aussage, wobei Humor und Witz nicht zu kurz kommen. Seit 1984 werden für die Kinder klassische Märchen einstudiert wie „Rapunzel“, „Tischlein deck Dich“, „Aladin und die Wunderlampe“, „Der gestiefelte Kater“ oder auch modernere Stücke, wie z. B. „Die kleine Hexe“, „Die Schatzinsel“, "Das Dschungelbuch" usw.

## Förderung der Spieler
Für die Ensembles werden Workshops mit den Profiregisseuren angeboten; in der spielfreien Zeit im Winterhalbjahr gibt es professionellen Schauspielunterricht. Kinder- und Jugendarbeit ist wichtiger Bestandteil des Vereins. Schon seit vielen Jahren gibt es für das Kinderstück eine Gruppe von Kids und Jugendlichen, die als „Bande“ mitspielt, z. B. die Feen bei „Dornröschen“, die Kinder eines Armenhauses bei „Der Gestiefelte Kater“, die begleitenden Hühner bei den „Bremer Stadtmusikanten“, die Piraten bei der „Schatzinsel“ usw. Die Kids und Jugendlichen können damit zunächst das Theaterspielen ausprobieren und den Theaterbetrieb kennenlernen. Nach einigen aktiven Spielzeiten wachsen viele in größere Rollen hinein, übernehmen Verantwortung mit Sprechrollen und/oder theaterinterne Funktionen.

## Märchenwald
Seit der Spielzeit 2006 wird vom Naturtheater Renningen ein neues Lager-/Technikhaus genutzt. Schon während der Planungs- und Bauzeit entstand die Idee, seine Außenwände mit einer künstlerischen Fassadenbemalung der Umgebung anzupassen und dafür entwickelten die Kulissenmaler Jochen Stahl und Silvia Carboni ein Konzept unter dem Motto „Theater im Märchenwald“.
Durch die Lage des Naturtheaters Renningen inmitten einer Waldlichtung wurden sie inspiriert: archetypische Figuren aus der Theater- und Märchenwelt sollen in möglichst zeitloser Darstellung die Fassade des Lager- und Technikhauses beleben. Märchenmotive (stellvertretend für Kinderstücke) und Theatermotive (stellvertretend für Abendstücke) wurden in unterschiedlich große Medaillons gemalt. Die Medaillons werden von Weinlaub umrankt, das aus Füllhörnern wächst.
Am 28. Februar 2008 wurde das Kunstwerk der Presse und den Sponsoren vorgestellt.

## Liste der Aufführungen seit 1954
| Theater am Abend               | Autor                                    | Spielzeit | Theater für die Familie             | Autor                                            |
| ------------------------------ | ---------------------------------------- | --------- | ----------------------------------- | ------------------------------------------------ |
| Der schwarze Abt               | Bernd Spehling nach Edgar Wallace        | 2025      | Alice im Wunderland                 | Christine Binder nach Lewis Carroll              |
| Frankenstein                   | Bernd Klaus Jerofke nach Mary Shelley    | 2024      | Peter Pan                           | Birgit Hein nach J. M. Barrie                    |
| In 80 Tagen um die Welt        | Claus Martin nach Jules Verne            | 2023      | Die Schatzinsel                     | Birgit Hein nach Robert Louis Stevenson          |
| Das Gespenst von Canterville   | Jürgen von Bülow nach Oscar Wilde        | 2022      | Aladin und die Wunderlampe          | Janne Wagler nach dem Märchen aus 1001 Nacht     |
| Sherlock Holmes – Tod im Nebel | Jürgen von Bülow nach Arthur Conan Doyle | 2021      | Tischlein deck dich                 | Janne Wagler nach Grimms Märchen                 |
| auf 2021 verschoben            |                                          | 2020      | auf 2021 verschoben                 |                                                  |
| Das kalte Herz                 | Jürgen von Bülow nach Wilhelm Hauff      | 2019      | Die Schöne und das Biest            | Janne Wagler nach dem französischen Volksmärchen |
| Dracula                        | Monika Wieder nach Bram Stoker           | 2018      | Das Dschungelbuch                   | Janne Wagler nach Rudyard Kipling                |
| Robin Hood                     | Monika Wieder                            | 2017      | Aschenputtel                        | Janne Wagler nach Grimms Märchen                 |
| Der Himmel kann warten         | Manfred Eichhorn                         | 2016      | Der Zauberer von Oz                 | Lyman Frank Baum                                 |
| Der Revisor                    | Nikolai Gogol                            | 2015      | Jim Knopf                           | Michael Ende                                     |
| Jeppe vom Berge                | Ludvig Holberg                           | 2014      | Schneewittchen                      | Birgit Hein, Heiner Schnitzler                   |
| Pension Schöller               | Wilhelm Jacoby und Carl Laufs            | 2013      | Kalif Storch                        | Birgit Hein                                      |
| Der Bürger als Edelmann        | Jean-Baptiste Molière                    | 2012      | Rumpelstilzchen                     | Birgit Hein                                      |
| Das Kaffeehaus                 | Carlo Goldoni                            | 2011      | Peter Pan                           | James M. Barrie                                  |
| Arsen und Spitzenhäubchen      | Joseph Kesselring                        | 2010      | Die kleine Hexe                     | Otfried Preußler                                 |
| Der Tod im Birnbaum            | Manfred Eichhorn                         | 2009      | Die Schatzinsel                     | Birgit Hein                                      |
| Nussknacker und Compagnie      | Jochen Wiltschko                         | 2008      | Die Bremer Stadtmusikanten          | Heiner Schnitzler                                |
| Das perfekte Brautkleid        | Heidi Mager                              | 2007      | Dornröschen                         | Heiner Schnitzler                                |
| Familienkrach im Doppelhaus    | Dieter Adam                              | 2006      | Der gestiefelte Kater               | Heiner Schnitzler                                |
| Kaninchen können’s besser      | Heiner Schnitzler                        | 2005      | Ala-Din und die Wunderlampe         | Heiner Schnitzler                                |
| Die Diamanten der Dora Dinkel  | Horst Helfrich                           | 2004      | Peterchens und Annelieses Mondfahrt | Heiner Schnitzler                                |
| Das Wirtshaus im Spessart      | Wilhelm Hauff                            | 2003      | Rapunzel                            | Heiner Schnitzler                                |
| Pension Schöller               | Wilhelm Jacoby und Carl Laufs            | 2002      | Die Prinzessin auf der Erbse        | nach Grimms Märchen                              |
| Ein Sack voll Abenteuer        | -                                        | 2001      | Des Kaisers neue Kleider            | nach Grimms Märchen                              |
| Eine verrückte Familie         | -                                        | 2000      | König Drosselbart                   | nach Grimms Märchen                              |
| Frauenpower                    | -                                        | 1999      | Das tapfere Schneiderlein           | nach Grimms Märchen                              |
| Der Camping-Casanova           | -                                        | 1998      | Schneewittchen und die 7 Zwerge     | Grimms Märchen                                   |
| Das schwäbische Paradies       | -                                        | 1997      | Die drei Rätsel des Feuerfalken     | -                                                |
| Wer zuletzt lacht              | -                                        | 1996      | Die Gänsehirtin am Brunnen          | Grimms Märchen                                   |
| Die fünf Karnickel             | -                                        | 1995      | Der Zauberwald                      | -                                                |
| Die verflixte Sonnwendnacht    | -                                        | 1994      | Kaspar und die Honigdiebe           | -                                                |
| Für die Katz                   | -                                        | 1993      | Die Bremer Stadtmusikanten          | nach Grimms Märchen                              |
| Drei tolle Väter               | -                                        | 1992      | Dornröschen                         | Grimms Märchen                                   |
| Maximilian der Starke          | -                                        | 1991      | Aschenputtel                        | Grimms Märchen                                   |
| Das Wirtshaus im Spessart      | Wilhelm Hauff                            | 1990      | Rumpelstilzchen                     | Grimms Märchen                                   |
| Familienkrach im Doppelhaus    | -                                        | 1989      | Frau Holle                          | Grimms Märchen                                   |
| Der Hochstapler                | -                                        | 1988      | Tischchen deck dich                 | Grimms Märchen                                   |
| Das rosarote Geheimnis         | -                                        | 1987      | Hänsel und Gretel                   | Grimms Märchen                                   |
| Der schwarze Hannibal          | -                                        | 1986      | Der kleine Rübezahl                 | -                                                |
| Die drei Dorfheiligen          | -                                        | 1985      | Der gestiefelte Kater               | Grimms Märchen                                   |
| Der Gockelkrieg                | -                                        | 1984      | Der Räuber Hotzenplotz              | nach Otfried Preußler                            |
| Wenn der Hahn kräht            | -                                        | 1983      |                                     |                                                  |
| Der kühne Schwimmer            | -                                        | 1982      |                                     |                                                  |
| Siebzehn und zwei              | -                                        | 1981      |                                     |                                                  |
| Der Pleitegeier                | -                                        | 1980      |                                     |                                                  |
| Die Junggesellensteuer         | -                                        | 1979      |                                     |                                                  |
| Die Pfingstorgel               | -                                        | 1978      |                                     |                                                  |
| Krach um Jolante               | -                                        | 1977      |                                     |                                                  |
| Anton, zieh die Bremse an!     | (vgl. Millowitsch-Theaterfilm)           | 1976      |                                     |                                                  |
| Alte Liebe rostet nicht        | -                                        | 1975      |                                     |                                                  |
| Hurra ein Junge                | -                                        | 1974      |                                     |                                                  |
| Der keusche Lebemann           | -                                        | 1973      |                                     |                                                  |
| Alles für die Katz             | -                                        | 1972      |                                     |                                                  |
| Liliom                         | -                                        | 1971      |                                     |                                                  |
| Bezauberndes Fräulein          | -                                        | 1970      |                                     |                                                  |
| Dr. med. Hiob Prätorius        | -                                        | 1969      |                                     |                                                  |
| Die Räuber                     | Friedrich Schiller                       | 1968      |                                     |                                                  |
| Der fröhliche Weinberg         | Carl Zuckmayer                           | 1967      |                                     |                                                  |
| Das Weibsteufel                | -                                        | 1966      |                                     |                                                  |
| Im weißen Rößl                 | Ralph Benatzky                           | 1965      |                                     |                                                  |
| Die deutschen Kleinstädter     | August von Kotzebue                      | 1964      |                                     |                                                  |
| Alt Wien                       | -                                        | 1963      |                                     |                                                  |
| Der Verschwender               | Ferdinand Raimund                        | 1962      |                                     |                                                  |
| Der Leonberger Landtag         | -                                        | 1961      |                                     |                                                  |
| Die Weiber von Schorndorf      | -                                        | 1960      |                                     |                                                  |
| Der Baumeister Gottes          | -                                        | 1959      |                                     |                                                  |
| Schinderhannes                 | Carl Zuckmayer                           | 1958      |                                     |                                                  |
| Bettler vor dem Kreuz          | -                                        | 1957      |                                     |                                                  |
| Die Pfingstorgel               | Alois Johannes Lippl                     | 1956      |                                     |                                                  |
| Rosalinde                      | -                                        | 1955      |                                     |                                                  |
| Die Orgelmacher                | -                                        | 1954      |                                     |                                                  |